# Dodô (Fußballspieler, 1998)
Dodô, bürgerlich Domilson Cordeiro dos Santos (* 17. November 1998 in Taubaté), ist ein brasilianischer Fußballspieler. Er wirkt meist als rechter Außenverteidiger und steht seit 2022 beim italienischen Erstligisten AC Florenz unter Vertrag.

## Karriere

### Vereine

#### Coritiba FC
Zur Spielzeit 2016 rückte Dodô in die erste Mannschaft von Coritiba FC auf und debütierte für sie am 15. Mai im Spiel gegen Cruzeiro Belo Horizonte. Beim 1:0-Sieg am ersten Spieltag der Série A wurde er von Trainer Gilson Kleina über die gesamte Spielzeit eingesetzt. Am Ende der Folgespielzeit gewann er mit Coritiba FC die Staatsmeisterschaft von Paraná.

#### Schachtar Donezk
Nach der Staatsmeisterschaft verließ Dodô Brasilien und wechselte im Januar 2018 zum ukrainischen Spitzenklub Schachtar Donezk in die Premjer-Liha. Sein Debüt für den neuen Verein gab er am 7. April 2018 im Punktspiel gegen Weres Riwne. Von Trainer Paulo Fonseca wurde er in der 87. Minute für Alan Patrick eingewechselt. In der Liga kam er nur zu einem weiteren Einsatz. Trotz dessen gewann er mit seiner neuen Mannschaft den Meistertitel.
Sein erstes Spiel von Beginn an und über die gesamte Spielzeit absolvierte er am 18. April 2018 im Pokal-Halbfinale gegen FK Mariupol, das seine Mannschaft mit 5:1 gewann. Im Finale, welches Schachtar Donezk durch einen 2:0-Sieg gegen Dynamo Kiew gewinnen konnte, wurde er nicht eingesetzt.

#### Leihe zu Vitória Guimarães
Mit Ablauf des vereinbarten Leihgeschäfts für die Saison 2018/19, in der er in neun Punktspielen für den portugiesischen Erstligisten Vitória Guimarães zum Einsatz gekommen war und ein Tor erzielen konnte, kehrte er in die Ukraine zurück. Nach dem Überfall Russlands auf die Ukraine am 24. Februar 2022, verließ Dodó das Land und kehrte in seine Heimat zurück.

#### AC Florenz
Nach dem Beginn des russischen Überfalls auf die Ukraine 2022 verließ er Donezk und schloss sich im Juli 2022 dem AC Florenz an.

### Nationalmannschaft
Dodô bestritt während der vom 17. Oktober bis 8. November 2015 in Chile ausgetragenen U-17-Weltmeisterschaft zwei Länderspiele. Zunächst gewann er mit seiner Mannschaft am 23. Oktober das letzte Spiel der Gruppe B mit 3:1 gegen die Nationalmannschaft Guineas, danach das mit 0:3 verlorene Viertelfinalspiel gegen die Nationalmannschaft Nigerias. Seit 2017 gehört er dem Kader der brasilianischen U-20-Nationalmannschaft an.

## Erfolge
Schachtar Donezk
- Ukrainischer Meister: 2017/18
- Ukrainischer Pokalsieger: 2017/18

Coritiba
- Staatsmeister von Paraná: 2017